# Ośrodek Zapasowy Pomorskiej Brygady Kawalerii
Ośrodek Zapasowy Pomorskiej Brygady Kawalerii (OZ Pomorskiej BK) – oddział kawalerii Wojska Polskiego w II Rzeczypospolitej.
OZ Pomorskiej BK nie istniał w organizacji pokojowej  Wojska Polskiego. Był jednostką mobilizowaną w I rzucie mobilizacji powszechnej. 

## Formowanie i przekształcenia organizacyjne
Ośrodek Zapasowy Pomorskiej Brygady Kawalerii  był Jednostką mobilizowaną zgodnie z planem mobilizacyjnym „W”, w I rzucie mobilizacji powszechnej. Jednostką mobilizującą był 18 pułk ułanów. W wypadku wojny z Niemcami (Z) ośrodek miał być mobilizowany w Garwolinie, natomiast w wypadku wojny z ZSRR (W) w Grudziądzu. W niektórych publikacjach używano też nazwy, Ośrodek Zapasowy Kawalerii „Garwolin” lub „Grudziądz”
Ośrodek zapasowy kawalerii miał być formowany według organizacji wojennej L.3027/mob.org., ukompletowany zgodnie z zestawieniem specjalności L.3027/mob.AR oraz uzbrojony i wyposażony zgodnie z wojennymi należnościami materiałowymi L.3027/mob./mat. W skład ośrodka zapasowego wchodziło: dowództwo, szwadron gospodarczy, cztery szwadrony liniowe, szwadron karabinów maszynowych, pluton pionierów, pluton łączności i pluton kolarzy. Skład organizacyjny ośrodka należało traktować jako ramowy dla obliczenia zapotrzebowań mob. Szczegółową organizację miał ustalić dowódca ośrodka zapasowego zależnie od wysokości otrzymanych nadwyżek i warunków lokalnych. Ponadto w skład ośrodka wchodziła Komisja Doświadczalna Kawalerii wydzielona z personelu Centrum Wyszkolenia Kawalerii i przeformowana wg organizacji wojennej L.3028/mob.org.
Pod względem ewidencyjnym do Ośrodka Zapasowego Pomorskiej Brygady Kawalerii  przynależała zmobilizowana Kwatera Główna Pomorskiej Brygady Kawalerii, szwadrony kawalerii dywizyjnej nr 4, 15 i 16 oraz rejonowi inspektorzy koni w Toruniu, Bydgoszczy, Grudziądzu, Inowrocławiu i Starogardzie. Mobilizacja ośrodka miała być zakończona 7 dnia mobilizacji powszechnej w wypadku „Z” bądź dwa dni wcześniej w wypadku „W”.
Zadaniem ośrodka było szkolenie uzupełnień dla oddziałów kawalerii wchodzących w skład Pomorskiej Brygady Kawalerii, które kierowały do niego swoje nadwyżki mobilizacyjne (osobowe i materiałowe).
Zgodnie z planem „Z” Ośrodek Zapasowy Pomorskiej Brygady Kawalerii w Garwolinie podlegał pod każdym względem dowódcy Okręgu Korpusu Nr I w Warszawie.
Pierwotnie na stanowisko dowódcy ośrodka przewidziany był ppłk. kaw. Tadeusz Łękawski, który po ogłoszeniu mobilizacji alarmowej udał się do Warszawy i uzyskał zgodę szefa Departamentu Kawalerii MSWojsk. gen. bryg. Piotra Skuratowicza na pozostawienie go na stanowisku zastępcy dowódcy 2 pułku szwoleżerów.
Nadwyżki mob. 18 pułku ułanów zostały przewiezione z Grudziądza i Torunia do Garwolina transportem kolejowym 27-28 sierpnia 1939. Do 3 września dowódcą nadwyżek był rtm. rez. Zieliński, następnie rtm. Henryk Bolesław Odyniec-Dobrowolski. Podobnie nadwyżki 2 pszwol. „złożone z szeregu starszych oficerów, podoficerów i szwoleżerów, sprzętu, umundurowania i broni, zostały zestawione w transport i odesłane do Ośrodka Zapasowego Pomorskiej Brygady Kawalerii w Garwolinie”. Dowódcą Oddziału Zbierania Nadwyżek 2 pszwol. był rtm. Konstanty Smolikowski (†1940 Charków).
6 września szwadron zapasowy 2 pszwol. w Toruniu pod dowództwem mjr. Władysława Wichtowskiego wymaszerował wraz z nadwyżkami i remontami do ośrodka w Garwolinie, „lecz nie dobrnął z powodu przeszkody na Bzurze”. Szwadron maszerował razem ze szwadronem zapasowym 8 psk.
Ośrodek został podporządkowany płk. Tadeuszowi Komorowskiemu, który otrzymał zadanie zorganizowania obrony mostów i przejść na Wiśle od Góry Kalwarii po Dęblin (wyłącznie).
Nadwyżki oddziałów Pomorskiej BK zostały rozmieszczone w miejscowościach: Sulbiny (2 pszwol.), Puznów (16 puł.), Wola Rębkowska (18 puł.) i Rębków (8 psk).
Z nadwyżek 18 puł. zorganizowano:
- do 3 września – szwadron kolarzy rtm. rez. Władysława Jaczyńskiego (uzbrojenie kbk wz. 1891/98/25, rkm wz. 28) z plutonem ckm ppor. rez. Jarzębowskiego (4 ckm wz. 1908 na dwóch wozach taborowych) i armatką 37 mm wz. 36 wachm. pchor. rez. Andrzeja Gąsiorowskiego[a],
- do 6 września – szwadron pieszy por. rez. Feliksa Daranowskiego z plutonem ckm 16 puł. ppor. rez. Jerzego Glińskiego[20]. Zastępcą dowódcy szwadronu był ppor. Alojzy Jabłoński, a funkcje dowódców plutonów pełnili: pchor. rez. Świerczewski, pchor. rez. Joachim Ossowski[b], pchor. Andrzej Szczepiński i plut. rez. Szczepan Rój[22].

## Działania bojowe
Oddział Wydzielony „Brzumin”
Od 4 września kolarze rtm Jaczyńskiego, a od 7 września spieszony szwadron por. Daranowskiego weszły w skład Oddziału Wydzielonego „Brzumin” mjr. kaw. Jerzego Jasiewicza. Zadaniem oddziału było dozorowanie mostu na Wiśle w Brzuminie, na południe od Góry Kalwarii. Obsada przyczółków była ostrzeliwana i bombardowana przez lotnictwo niemieckie. Od 5 września szwadron kolarzy prowadził rozbudowę inżynieryjną terenu kopiąc okopy, rowy ppanc i ustawiając zasieki z drutu kolczastego przed swoimi pozycjami. 7 września w rejon mostu przybył szwadron spieszony por. Daranowskiego zajął stanowiska w Piwoninie, wysłano jeden z plutonów 8 września na patrol po zachodniej stronie Wisły. Szwadron spieszony tego dnia w wyniku nalotów utracił 5 poległych ok. 30 rannych i kilku zaginionych. W tym dniu przybyły inne pododdziały do składu OW „Brzumin”. 8 września szwadrony 18 puł. stoczyły walkę z pododdziałami pancerno-motorowymi niemieckiej 1 DPanc. na przyczółku, ponadto uniemożliwił przeprawę na łodziach pontonowych niemieckiego plutonu motocyklistów. 9 września pluton ckm ppor. Jarzębowskiego i szwadron por. Daranowskiego wraz z 1 szwadronem 1 psk (spieszonego) powstrzymały próby forsowania Wisły w rejonie Piwonina. Wieś i stanowiska obronne ułanów były ostrzeliwane przez niemiecki 73 pułku artylerii, z niskiej wysokości atakowały pozycje ułanów i saperów, samoloty niemieckie. W ich wyniku poległo i zostało rannych kilkunastu obrońców. Jeden z niemieckich bombowców został zestrzelony ogniem rkm przez podoficera ze szwadronu kolarzy 18 puł. 9 września o godz.16.30 poza odcinkiem OW „Brzumin” w rejonie Wólki Dworskiej sforsował Wisłę niemiecki I batalion 66 pp (zmot.) ze składu 13 DP (zmot.) Batalion ten z plutonem czołgów 1 DPanc. uderzył na pododdziały OW „Brzumin” mjr. Jasiewicza, od strony północnej i wschodniej. Przed południem 10 września oddział majora Jasiewicza został otoczy i po zaciętych walkach rozbity. Część kawalerzystów poległa, a około 200 dostała się do niewoli. Do niewoli dostał się również trzykrotnie ranny mjr Jerzy Jasiewicz. Bohatersko zachował się dowódca szwadronu kolarzy 18 puł. rtm rez. Władysław Jaczyński, który po rannym mjr. Jasiewiczu przejął dowództwo nad oddziałem i bronił się aż do utraty przytomności od otrzymanych ran (przestrzał obu nóg i rąk oraz rana szczęki); umarł na polu walki. Jego zastępca – dowódca I plutonu, ppor. rez. Norbert Szpyter poległ. Tylko po kilkunastu ułanów ze szwadronów udało się wydostać z okrążenia i następnie dotarło do Woli Rębkowskiej.
Szwadron rotmistrza Odyńca-Dobrowolskiego
Od 6 do 10 września z pozostałych w Woli Rębkowskiej żołnierzy rtm. Henryk Bolesław Odyniec-Dobrowolski zorganizował szwadron liczący ponad 100 ułanów i 30 koni bez siodeł oraz uzbrojony w jeden ckm. Zastępcą dowódcy szwadronu został rtm. Leon Jurkowski z 2 psk, a stanowiska dowódców plutonów objęli:
- I – ppor. kaw. Jan Powierża,
- II – ppor. kaw. rez. Walenty Zenon Szumny[c],
- III – ppor. kaw. rez. Zbigniew Zygmunt Tadeusz Piskozub[d],
- IV – pchor. rez. Maksymilian Andrych[e],
- V – plut. pchor. rez. Alfons Lassman[f][22].

Po 10 września dołączyli do szwadronu ułani, którzy wyrwali się z okrążenia w rejonie wsi Piwonin. Wieczorem 11 września na rozkaz ppłk. Edwarda Wani szwadron wymaszerował w kierunku Lublina, Zamościa i Tomaszowa Lubelskiego. Maszerował bez styczności z jednostkami niemieckimi, był kilkakrotnie ostrzeliwany ogniem nękającym niemieckiej artylerii. 21 września dotarł do Jarosławca na wschód od Zamościa. 22 września w składzie Grupy Kawalerii ppłk. Wani wziął udział w natarciu na Łabunie i Tarnawatkę. Tego dnia ok. godz.16 prowadził natarcie w kierunku szosy Zamość-Tomaszów przez las w którym stoczył potyczkę z patrolem niemieckim z karabinem maszynowym, po dotarciu do skraju lasu prowadził walkę ogniowa z niemiecką artylerią na stanowiskach ogniowych. Od ostrzału artylerii i moździerzy poniósł ciężkie straty, było wielu poległych wśród nich rtm. Jurkowski i kilkunastu rannych ułanów. Reszta szwadronu 23 września pomaszerowała na Krasnobród. Po przekroczeniu rzeki Wieprz stoczył liczne potyczki i dotarł do wsi Huciska, tu 27 września rtm. H. Odyniec-Dobrowolski rozwiązał resztę szwadronu, broń zakopując lub rozdając okolicznej ludności.